# Crownthorpe
Crownthorpe är en by i civil parish Wicklewood, i distriktet South Norfolk, i grevskapet Norfolk, i England. Byn är belägen 15 km från Norwich. Crownthorpe var en civil parish fram till 1935 när blev den en del av Wicklewood. Civil parish hade 62 invånare år 1931. Byn nämndes i Domedagsboken (Domesday Book) år 1086, och kallades då Congrethorp/Cronkethor.